# 1552
Portal Geschichte | Portal Biografien | Aktuelle Ereignisse | Jahreskalender | Tagesartikel

◄ |
15. Jahrhundert |
16. Jahrhundert
| 17. Jahrhundert | ►

◄ |
1520er |
1530er |
1540er |
1550er
| 1560er | 1570er | 1580er | ►

◄◄ |
◄ |
1548 |
1549 |
1550 |
1551 |
1552
| 1553 | 1554 | 1555 | 1556 | ► | ►►
Staatsoberhäupter  · Nekrolog   · Musikjahr
| Januar | Januar | Januar | Januar | Januar | Januar | Januar | Januar |
| Kw     | Mo     | Di     | Mi     | Do     | Fr     | Sa     | So     |
| ------ | ------ | ------ | ------ | ------ | ------ | ------ | ------ |
| 53     |        |        |        |        | 1      | 2      | 3      |
| 1      | 4      | 5      | 6      | 7      | 8      | 9      | 10     |
| 2      | 11     | 12     | 13     | 14     | 15     | 16     | 17     |
| 3      | 18     | 19     | 20     | 21     | 22     | 23     | 24     |
| 4      | 25     | 26     | 27     | 28     | 29     | 30     | 31     |

| Februar | Februar | Februar | Februar | Februar | Februar | Februar | Februar |
| Kw      | Mo      | Di      | Mi      | Do      | Fr      | Sa      | So      |
| ------- | ------- | ------- | ------- | ------- | ------- | ------- | ------- |
| 5       | 1       | 2       | 3       | 4       | 5       | 6       | 7       |
| 6       | 8       | 9       | 10      | 11      | 12      | 13      | 14      |
| 7       | 15      | 16      | 17      | 18      | 19      | 20      | 21      |
| 8       | 22      | 23      | 24      | 25      | 26      | 27      | 28      |
| 9       | 29      |         |         |         |         |         |         |

| März | März | März | März | März | März | März | März |
| Kw   | Mo   | Di   | Mi   | Do   | Fr   | Sa   | So   |
| ---- | ---- | ---- | ---- | ---- | ---- | ---- | ---- |
| 9    |      | 1    | 2    | 3    | 4    | 5    | 6    |
| 10   | 7    | 8    | 9    | 10   | 11   | 12   | 13   |
| 11   | 14   | 15   | 16   | 17   | 18   | 19   | 20   |
| 12   | 21   | 22   | 23   | 24   | 25   | 26   | 27   |
| 13   | 28   | 29   | 30   | 31   |      |      |      |

| April | April | April | April | April | April | April | April |
| Kw    | Mo    | Di    | Mi    | Do    | Fr    | Sa    | So    |
| ----- | ----- | ----- | ----- | ----- | ----- | ----- | ----- |
| 13    |       |       |       |       | 1     | 2     | 3     |
| 14    | 4     | 5     | 6     | 7     | 8     | 9     | 10    |
| 15    | 11    | 12    | 13    | 14    | 15    | 16    | 17    |
| 16    | 18    | 19    | 20    | 21    | 22    | 23    | 24    |
| 17    | 25    | 26    | 27    | 28    | 29    | 30    |       |

| Mai | Mai | Mai | Mai | Mai | Mai | Mai | Mai |
| Kw  | Mo  | Di  | Mi  | Do  | Fr  | Sa  | So  |
| --- | --- | --- | --- | --- | --- | --- | --- |
| 17  |     |     |     |     |     |     | 1   |
| 18  | 2   | 3   | 4   | 5   | 6   | 7   | 8   |
| 19  | 9   | 10  | 11  | 12  | 13  | 14  | 15  |
| 20  | 16  | 17  | 18  | 19  | 20  | 21  | 22  |
| 21  | 23  | 24  | 25  | 26  | 27  | 28  | 29  |
| 22  | 30  | 31  |     |     |     |     |     |

| Juni | Juni | Juni | Juni | Juni | Juni | Juni | Juni |
| Kw   | Mo   | Di   | Mi   | Do   | Fr   | Sa   | So   |
| ---- | ---- | ---- | ---- | ---- | ---- | ---- | ---- |
| 22   |      |      | 1    | 2    | 3    | 4    | 5    |
| 23   | 6    | 7    | 8    | 9    | 10   | 11   | 12   |
| 24   | 13   | 14   | 15   | 16   | 17   | 18   | 19   |
| 25   | 20   | 21   | 22   | 23   | 24   | 25   | 26   |
| 26   | 27   | 28   | 29   | 30   |      |      |      |

| Juli | Juli | Juli | Juli | Juli | Juli | Juli | Juli |
| Kw   | Mo   | Di   | Mi   | Do   | Fr   | Sa   | So   |
| ---- | ---- | ---- | ---- | ---- | ---- | ---- | ---- |
| 26   |      |      |      |      | 1    | 2    | 3    |
| 27   | 4    | 5    | 6    | 7    | 8    | 9    | 10   |
| 28   | 11   | 12   | 13   | 14   | 15   | 16   | 17   |
| 29   | 18   | 19   | 20   | 21   | 22   | 23   | 24   |
| 30   | 25   | 26   | 27   | 28   | 29   | 30   | 31   |

| August | August | August | August | August | August | August | August |
| Kw     | Mo     | Di     | Mi     | Do     | Fr     | Sa     | So     |
| ------ | ------ | ------ | ------ | ------ | ------ | ------ | ------ |
| 31     | 1      | 2      | 3      | 4      | 5      | 6      | 7      |
| 32     | 8      | 9      | 10     | 11     | 12     | 13     | 14     |
| 33     | 15     | 16     | 17     | 18     | 19     | 20     | 21     |
| 34     | 22     | 23     | 24     | 25     | 26     | 27     | 28     |
| 35     | 29     | 30     | 31     |        |        |        |        |

| September | September | September | September | September | September | September | September |
| Kw        | Mo        | Di        | Mi        | Do        | Fr        | Sa        | So        |
| --------- | --------- | --------- | --------- | --------- | --------- | --------- | --------- |
| 35        |           |           |           | 1         | 2         | 3         | 4         |
| 36        | 5         | 6         | 7         | 8         | 9         | 10        | 11        |
| 37        | 12        | 13        | 14        | 15        | 16        | 17        | 18        |
| 38        | 19        | 20        | 21        | 22        | 23        | 24        | 25        |
| 39        | 26        | 27        | 28        | 29        | 30        |           |           |

| Oktober | Oktober | Oktober | Oktober | Oktober | Oktober | Oktober | Oktober |
| Kw      | Mo      | Di      | Mi      | Do      | Fr      | Sa      | So      |
| ------- | ------- | ------- | ------- | ------- | ------- | ------- | ------- |
| 39      |         |         |         |         |         | 1       | 2       |
| 40      | 3       | 4       | 5       | 6       | 7       | 8       | 9       |
| 41      | 10      | 11      | 12      | 13      | 14      | 15      | 16      |
| 42      | 17      | 18      | 19      | 20      | 21      | 22      | 23      |
| 43      | 24      | 25      | 26      | 27      | 28      | 29      | 30      |
| 44      | 31      |         |         |         |         |         |         |

| November | November | November | November | November | November | November | November |
| Kw       | Mo       | Di       | Mi       | Do       | Fr       | Sa       | So       |
| -------- | -------- | -------- | -------- | -------- | -------- | -------- | -------- |
| 44       |          | 1        | 2        | 3        | 4        | 5        | 6        |
| 45       | 7        | 8        | 9        | 10       | 11       | 12       | 13       |
| 46       | 14       | 15       | 16       | 17       | 18       | 19       | 20       |
| 47       | 21       | 22       | 23       | 24       | 25       | 26       | 27       |
| 48       | 28       | 29       | 30       |          |          |          |          |

| Dezember | Dezember | Dezember | Dezember | Dezember | Dezember | Dezember | Dezember |
| Kw       | Mo       | Di       | Mi       | Do       | Fr       | Sa       | So       |
| -------- | -------- | -------- | -------- | -------- | -------- | -------- | -------- |
| 48       |          |          |          | 1        | 2        | 3        | 4        |
| 49       | 5        | 6        | 7        | 8        | 9        | 10       | 11       |
| 50       | 12       | 13       | 14       | 15       | 16       | 17       | 18       |
| 51       | 19       | 20       | 21       | 22       | 23       | 24       | 25       |
| 52       | 26       | 27       | 28       | 29       | 30       | 31       |          |

| Januar | Januar | Januar | Januar | Januar | Januar | Januar | Januar |
| Kw     | Mo     | Di     | Mi     | Do     | Fr     | Sa     | So     |
| ------ | ------ | ------ | ------ | ------ | ------ | ------ | ------ |
| 53     |        |        |        |        | 1      | 2      | 3      |
| 1      | 4      | 5      | 6      | 7      | 8      | 9      | 10     |
| 2      | 11     | 12     | 13     | 14     | 15     | 16     | 17     |
| 3      | 18     | 19     | 20     | 21     | 22     | 23     | 24     |
| 4      | 25     | 26     | 27     | 28     | 29     | 30     | 31     |

| Februar | Februar | Februar | Februar | Februar | Februar | Februar | Februar |
| Kw      | Mo      | Di      | Mi      | Do      | Fr      | Sa      | So      |
| ------- | ------- | ------- | ------- | ------- | ------- | ------- | ------- |
| 5       | 1       | 2       | 3       | 4       | 5       | 6       | 7       |
| 6       | 8       | 9       | 10      | 11      | 12      | 13      | 14      |
| 7       | 15      | 16      | 17      | 18      | 19      | 20      | 21      |
| 8       | 22      | 23      | 24      | 25      | 26      | 27      | 28      |
| 9       | 29      |         |         |         |         |         |         |

| März | März | März | März | März | März | März | März |
| Kw   | Mo   | Di   | Mi   | Do   | Fr   | Sa   | So   |
| ---- | ---- | ---- | ---- | ---- | ---- | ---- | ---- |
| 9    |      | 1    | 2    | 3    | 4    | 5    | 6    |
| 10   | 7    | 8    | 9    | 10   | 11   | 12   | 13   |
| 11   | 14   | 15   | 16   | 17   | 18   | 19   | 20   |
| 12   | 21   | 22   | 23   | 24   | 25   | 26   | 27   |
| 13   | 28   | 29   | 30   | 31   |      |      |      |

| April | April | April | April | April | April | April | April |
| Kw    | Mo    | Di    | Mi    | Do    | Fr    | Sa    | So    |
| ----- | ----- | ----- | ----- | ----- | ----- | ----- | ----- |
| 13    |       |       |       |       | 1     | 2     | 3     |
| 14    | 4     | 5     | 6     | 7     | 8     | 9     | 10    |
| 15    | 11    | 12    | 13    | 14    | 15    | 16    | 17    |
| 16    | 18    | 19    | 20    | 21    | 22    | 23    | 24    |
| 17    | 25    | 26    | 27    | 28    | 29    | 30    |       |

| Mai | Mai | Mai | Mai | Mai | Mai | Mai | Mai |
| Kw  | Mo  | Di  | Mi  | Do  | Fr  | Sa  | So  |
| --- | --- | --- | --- | --- | --- | --- | --- |
| 17  |     |     |     |     |     |     | 1   |
| 18  | 2   | 3   | 4   | 5   | 6   | 7   | 8   |
| 19  | 9   | 10  | 11  | 12  | 13  | 14  | 15  |
| 20  | 16  | 17  | 18  | 19  | 20  | 21  | 22  |
| 21  | 23  | 24  | 25  | 26  | 27  | 28  | 29  |
| 22  | 30  | 31  |     |     |     |     |     |

| Juni | Juni | Juni | Juni | Juni | Juni | Juni | Juni |
| Kw   | Mo   | Di   | Mi   | Do   | Fr   | Sa   | So   |
| ---- | ---- | ---- | ---- | ---- | ---- | ---- | ---- |
| 22   |      |      | 1    | 2    | 3    | 4    | 5    |
| 23   | 6    | 7    | 8    | 9    | 10   | 11   | 12   |
| 24   | 13   | 14   | 15   | 16   | 17   | 18   | 19   |
| 25   | 20   | 21   | 22   | 23   | 24   | 25   | 26   |
| 26   | 27   | 28   | 29   | 30   |      |      |      |

| Juli | Juli | Juli | Juli | Juli | Juli | Juli | Juli |
| Kw   | Mo   | Di   | Mi   | Do   | Fr   | Sa   | So   |
| ---- | ---- | ---- | ---- | ---- | ---- | ---- | ---- |
| 26   |      |      |      |      | 1    | 2    | 3    |
| 27   | 4    | 5    | 6    | 7    | 8    | 9    | 10   |
| 28   | 11   | 12   | 13   | 14   | 15   | 16   | 17   |
| 29   | 18   | 19   | 20   | 21   | 22   | 23   | 24   |
| 30   | 25   | 26   | 27   | 28   | 29   | 30   | 31   |

| August | August | August | August | August | August | August | August |
| Kw     | Mo     | Di     | Mi     | Do     | Fr     | Sa     | So     |
| ------ | ------ | ------ | ------ | ------ | ------ | ------ | ------ |
| 31     | 1      | 2      | 3      | 4      | 5      | 6      | 7      |
| 32     | 8      | 9      | 10     | 11     | 12     | 13     | 14     |
| 33     | 15     | 16     | 17     | 18     | 19     | 20     | 21     |
| 34     | 22     | 23     | 24     | 25     | 26     | 27     | 28     |
| 35     | 29     | 30     | 31     |        |        |        |        |

| September | September | September | September | September | September | September | September |
| Kw        | Mo        | Di        | Mi        | Do        | Fr        | Sa        | So        |
| --------- | --------- | --------- | --------- | --------- | --------- | --------- | --------- |
| 35        |           |           |           | 1         | 2         | 3         | 4         |
| 36        | 5         | 6         | 7         | 8         | 9         | 10        | 11        |
| 37        | 12        | 13        | 14        | 15        | 16        | 17        | 18        |
| 38        | 19        | 20        | 21        | 22        | 23        | 24        | 25        |
| 39        | 26        | 27        | 28        | 29        | 30        |           |           |

| Oktober | Oktober | Oktober | Oktober | Oktober | Oktober | Oktober | Oktober |
| Kw      | Mo      | Di      | Mi      | Do      | Fr      | Sa      | So      |
| ------- | ------- | ------- | ------- | ------- | ------- | ------- | ------- |
| 39      |         |         |         |         |         | 1       | 2       |
| 40      | 3       | 4       | 5       | 6       | 7       | 8       | 9       |
| 41      | 10      | 11      | 12      | 13      | 14      | 15      | 16      |
| 42      | 17      | 18      | 19      | 20      | 21      | 22      | 23      |
| 43      | 24      | 25      | 26      | 27      | 28      | 29      | 30      |
| 44      | 31      |         |         |         |         |         |         |

| November | November | November | November | November | November | November | November |
| Kw       | Mo       | Di       | Mi       | Do       | Fr       | Sa       | So       |
| -------- | -------- | -------- | -------- | -------- | -------- | -------- | -------- |
| 44       |          | 1        | 2        | 3        | 4        | 5        | 6        |
| 45       | 7        | 8        | 9        | 10       | 11       | 12       | 13       |
| 46       | 14       | 15       | 16       | 17       | 18       | 19       | 20       |
| 47       | 21       | 22       | 23       | 24       | 25       | 26       | 27       |
| 48       | 28       | 29       | 30       |          |          |          |          |

| Dezember | Dezember | Dezember | Dezember | Dezember | Dezember | Dezember | Dezember |
| Kw       | Mo       | Di       | Mi       | Do       | Fr       | Sa       | So       |
| -------- | -------- | -------- | -------- | -------- | -------- | -------- | -------- |
| 48       |          |          |          | 1        | 2        | 3        | 4        |
| 49       | 5        | 6        | 7        | 8        | 9        | 10       | 11       |
| 50       | 12       | 13       | 14       | 15       | 16       | 17       | 18       |
| 51       | 19       | 20       | 21       | 22       | 23       | 24       | 25       |
| 52       | 26       | 27       | 28       | 29       | 30       | 31       |          |

## Ereignisse

### Politik und Weltgeschehen

#### Heiliges Römisches Reich
- 15. Januar: Der gegen Kaiser Karl. V. gerichtete Vertrag von Chambord wird unterzeichnet. Gegen hohe Geldzahlungen sagen die protestantischen Fürsten um Moritz von Sachsen darin Frankreichs König Heinrich II. das Reichsvikariat über vier Städte in Lothringen zu.

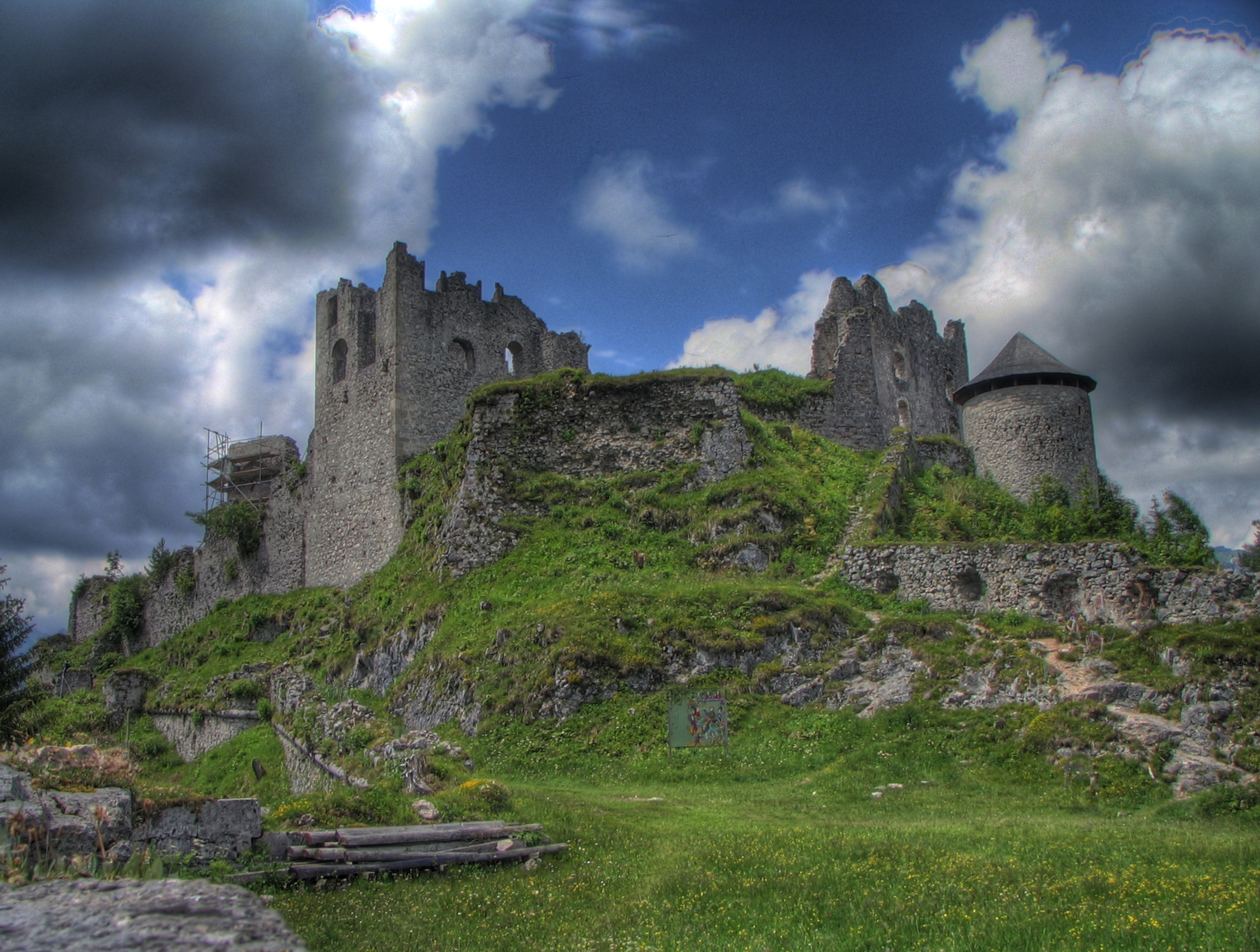
Burg Ehrenberg in Tirol, eine der wenigen Festungen, die sich erfolgreich dem Fürstenaufstand widersetzen

- März: Der Fürstenaufstand beginnt. Die aufständischen Fürsten um Moritz von Sachsen erobern zahlreiche kaisertreue Städte und dringen rasch nach Süden bis nach Tirol vor, während Heinrich II. von Frankreich die ihm versprochenen Städte am Rhein, Metz, Toul und Verdun, besetzt. Kaiser Karl V. flieht von Innsbruck, wo er nur knapp der Gefangennahme entgeht, nach Villach.

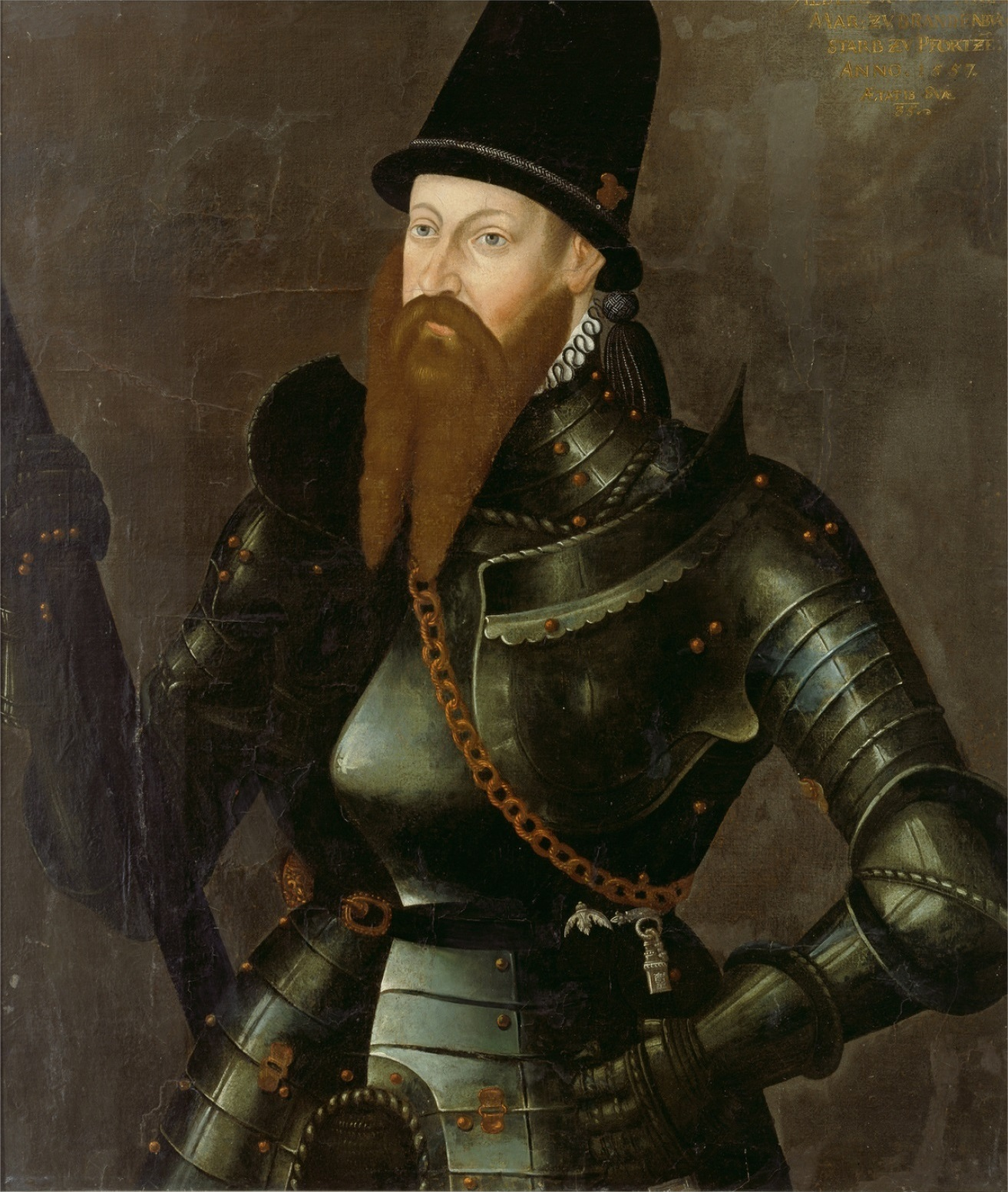
Albrecht II. Alcibiades

- Inspiriert vom Erfolg des Fürstenaufstands beginnt Markgraf Albrecht II. Alcibiades von Brandenburg-Kulmbach den Zweiten Markgrafenkrieg. Er belagert erfolglos die Reichsstadt Nürnberg und verwüstet deren Umland. Danach erobert er die Festung Forchheim, besetzt Forchheim, am 19. Mai die Bischofsstadt Bamberg und schließlich auch die Reichsstadt Schweinfurt. Die Hochstifte Würzburg unter Melchior Zobel von Giebelstadt und Bamberg unter Weigand von Redwitz zwingt er zu hohen Zahlungen und nötigt sie, erheblichen Landbesitz an ihn abzutreten. Dafür wird er von Kaiser Karl V. mit der Reichsacht belegt. Davon unbeeindruckt macht sich Alcibiades auf den Weg, um dem französischen Heer am Rhein entgegenzuziehen und sich mit diesem zu verbünden. Auf dem Wege befehdet er im Sommer die rheinischen Bischöfe Sebastian von Heusenstamm von Mainz und Johann V. von Isenburg von Trier. Vom Speyerer Bischof Philipp von Flersheim verlangt er eine Brandschatzung von 150.000 Gulden und zerstört, als ihm diese verweigert wird, die Madenburg und das Hambacher Schloss.
- Juli: Die Frankfurter Stadtbefestigung hält einer dreiwöchigen Belagerung durch die protestantischen Fürsten unter Moritz von Sachsen stand.
- 2. August: Der Passauer Vertrag zwischen dem römisch-deutschen König Ferdinand I. und den protestantischen Reichsfürsten erkennt den Protestantismus formal an und führt auch zur Freilassung des in kaiserlicher Gefangenschaft befindlichen Landgrafen Philipp von Hessen. Auch der bis dahin gefangengehaltene ehemalige Kurfürst Johann Friedrich I. von Sachsen kommt im Gefolge der Friedensverhandlungen wieder frei.
- Oktober: Die Belagerung von Metz beginnt. Nachdem ihm im Passauer Vertrag die protestantischen Verbündeten abhandengekommen sind, unterstützt Markgraf Albrecht II. Kaiser Karl V. bei der Belagerung der jetzt französisch besetzten Festung Metz, um vom Kaiser die Anerkennung der von ihm im Markgrafenkrieg gemachten Verträge und Gebietsgewinne zu erreichen. Die Belagerung wird jedoch am 1. Januar 1553 erfolglos abgebrochen und die Vereinbarung mit dem Kaiser hat dadurch keinen Bestand.

#### England

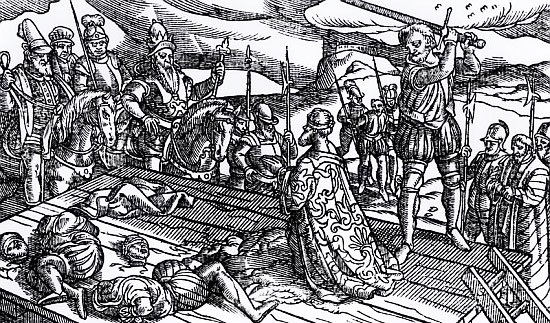
Hinrichtung Edward Seymours

- 22. Januar: Edward Seymour, 1. Duke of Somerset, ehemaliger Lordprotektor von England, wird wegen Felonie auf dem Tower Hill in London enthauptet.

#### Osmanisches Reich
- 20. Juli: Nach der Eroberung von Temesvar wird das Banat Bestandteil des Osmanischen Reiches. Die Osmanen verbreiten den Islam.

Die Expedition des Piri Reis

- August: Piri Reis erobert die jemenitische Stadt Maskat und die Insel Kisch von den Portugiesen zurück. Kurz danach beginnt er mit der Belagerung von Hormus.

#### Russland
- 3. Oktober: Die Truppen Iwans des Schrecklichen erobern Stadt und Khanat Kasan. Am Ende der Moskau-Kasan-Kriege wird damit der Weg zur russischen Expansion nach Sibirien frei.

#### Europäische Kolonien in Übersee
- Im heutigen Venezuela wird die Stadt Barquisimeto gegründet.
- Im Rahmen einer Verwaltungsreform werden mehrere Orte in Madeira zu eigenständigen Gemeinden erhoben, darunter Santana und Ponta Delgada.

#### Urkundliche Ersterwähnungen
- 8. Juni: Der Ort Weißwasser/Oberlausitz wird erstmals im Urbar der Standesherrschaft Muskau erwähnt.

### Wirtschaft
- Anlässlich der Entlassung Landgraf Philipps aus kaiserlicher Haft wird in der Landgrafschaft Hessen der Philippstaler, eine nicht umlauffähige Schaumünze, geprägt. Es wird angezweifelt, dass Landgraf Philipp den Taler selbst prägen hat lassen.
- Taler Johann Friedrichs des Großmütigen nach seiner Gefangenschaft

### Wissenschaft und Technik
- Ambroise Paré führt die Arterienligatur – das Abbinden der Arterien zur Stillung der Blutung – bei Amputationen ein.
- In Wien wird mit dem Bau der Siebenbrunner Hofwasserleitung begonnen. Ihr Ausgangsort sind insgesamt sieben Quellen in Matzleinsdorf, Laurenzergrund, Hungelbrunn, Margareten, Hundsturm, Reinprechtsdorf und Nikolsdorf.
- Herzog Johann Albrecht I. von Mecklenburg stiftet die Domschule Güstrow, eine Lateinschule, in der auch eine evangelische Gelehrtenbibliothek untergebracht ist, die heutige Uwe-Johnson-Bibliothek.

### Kultur

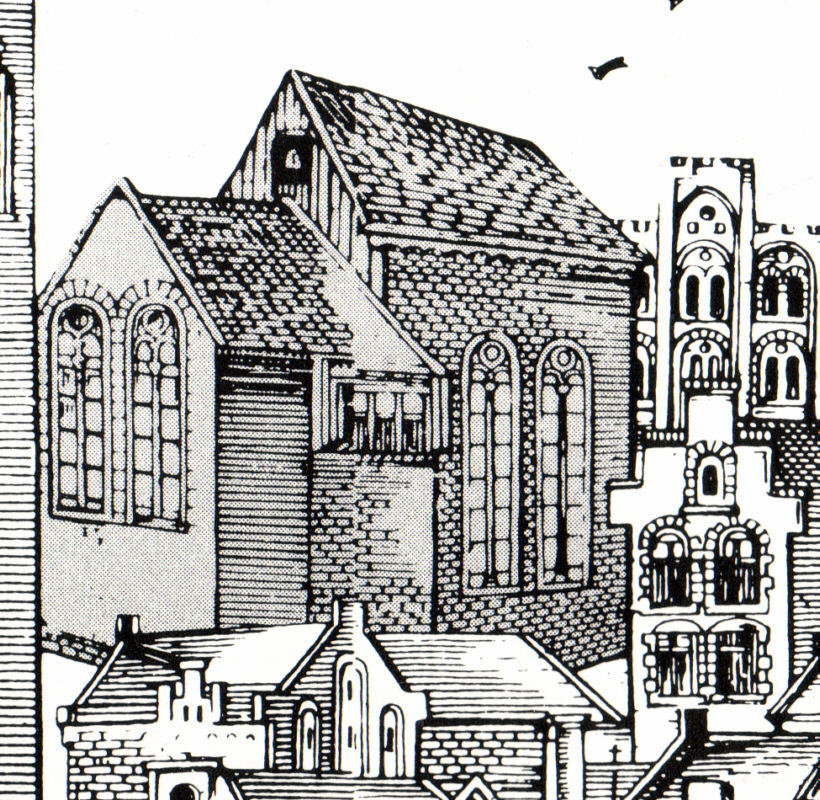
Detailansicht Lübeck 1552

- Die erste von nur zwei Auflagen der Lübecker Stadtansicht des Elias Diebel wird gedruckt.
- François Rabelais’ vierter Teil des Romanzyklus Gargantua und Pantagruel erscheint.

### Gesellschaft
- 6. März: Der Elefant Soliman trifft in Wien ein.
- 28. September: Graf Philipp II. von Daun-Falkenstein, Herr zu Broich, resignierter Kölner Subdiakon, heiratet in Mülheim an der Ruhr die ehemalige Nonne Maria Caspara von Holtey. Die Ehe wird in der Broicher Schlosskapelle vom Kettwiger Pastor Hermann Kremer nach evangelischem Ritus geschlossen.
- Unter Roxelane, der Lieblingsfrau von Suleiman dem Prächtigen, wird in Jerusalem das Haseki-Sultan-Imaret erbaut.

### Religion
- Die von Johannes Brenz im Auftrag des Herzogs Christoph von Württemberg verfasste lutherische Confessio Virtembergica wird dem Konzil von Trient vorgelegt.

### Katastrophen
- 13. Januar/14. Februar: Pontiansflut 1552 an der Nordsee

### Sport

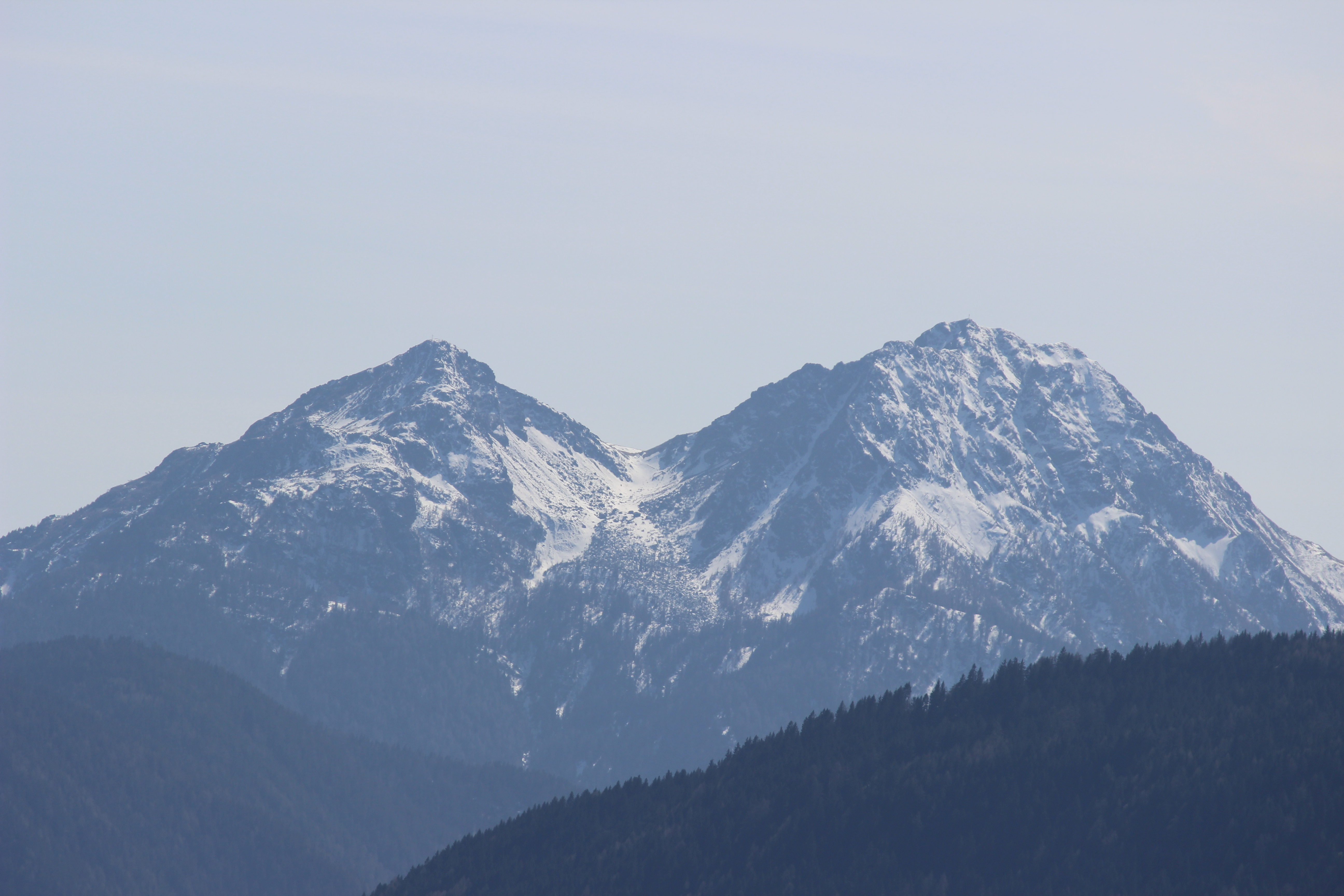
Rechts der Große Laugen, links der Kleine Laugen

- 24. August: Die Laugenspitze wird erstmals bestiegen.
- Der Old Course im schottischen St Andrews, der vermutlich älteste noch existierende Golfplatz der Welt, wird erstmals urkundlich erwähnt. Die Gemeinde erhält eine Lizenz, die es erlaubt, in den Dünen Hasen aufzuziehen, Golf und Fußball zu spielen, sowie zu schießen und anderen Arten der Freizeitbeschäftigung nachzugehen.

## Geboren

### Geburtsdatum gesichert
- 01. Februar: Edward Coke, englischer Richter und Politiker († 1634)
- 02. Februar: Ernst Hettenbach, deutscher Physiker und Mediziner († 1616)
- 08. Februar: Théodore Agrippa, französischer Adeliger und Militär († 1630)
- 19. Februar: Melchior Khlesl, Bischof von Wien und Kanzler des Kaisers Matthias († 1630)
- 19. Februar: Hans von Schellenberg, deutscher Gutsbesitzer und Gelehrter († 1609)
- 25. Februar: Magdalena zur Lippe, Landgräfin von Hessen-Darmstadt († 1587)
- 01. März: Anna von Jülich-Kleve-Berg, Pfalzgräfin bei Rhein zu Neuburg († 1632)
- 18. März: Polykarp Leyser der Ältere, deutscher lutherischer Theologe († 1610)
- 22. März: Eleonore von Württemberg, Fürstin von Anhalt und Landgräfin von Hessen-Darmstadt († 1618)
- 20. April: Friedrich IV., Herzog von Liegnitz († 1596)
- 17. Juni: Johann Georg, Herzog von Ohlau und Wohlau († 1592)
- 25. Juni: Hans von Schweinichen, deutscher Schriftsteller († 1616)

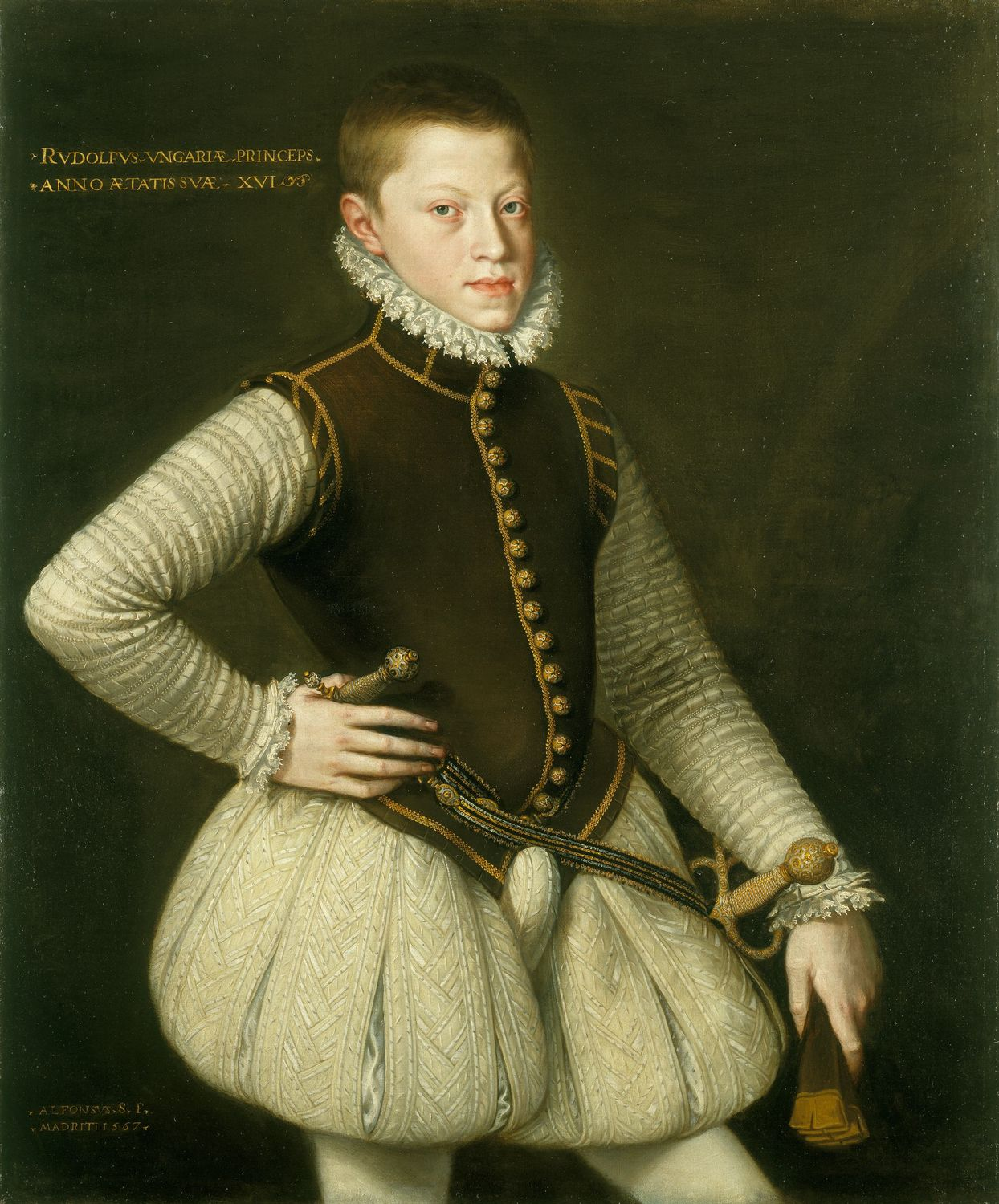
Erzherzog Rudolf als 15-Jähriger

- 18. Juli: Rudolf II. von Habsburg, Kaiser des Heiligen Römischen Reichs, König von Böhmen, König von Ungarn und Erzherzog von Österreich († 1612)
- 14. August: Paolo Sarpi, italienischer Ordensmann und Historiker († 1623)
- 24. August: Lavinia Fontana, italienische Malerin des Manierismus († 1614)
- 08. September: Cristoforo Roncalli, gen. il Pomarancio, italienischer Maler († 1626)
- 10. September: Nikolaus II. Pálffy, kaiserlicher Feldherr und Schlosshauptmann von Pressburg († 1600)
- 17. September: Camillo Borghese, unter dem Namen Paul V. Papst († 1621)
- 22. September: Wassili IV., russischer Zar († 1612)
- 06. Oktober: Matteo Ricci, italienischer Priester und Missionar in China († 1610)
- 08. Oktober: Cesare d’Este, Markgraf von Montecchio († 1628)
- 16. Oktober: Johann Sötefleisch der Ältere, deutscher lutherischer Theologe († 1620)
- 18. Oktober: Elisabeth von Sachsen, Pfalzgräfin von Simmern († 1590)
- 20. Oktober: Simon Rudnicki, Fürstbischof von Ermland († 1621)
- 26. November: Seonjo, 14. König der Joseon-Dynastie in Korea († 1608)
- 18. Dezember: Johann Kolowrat von Liebsteinsky, böhmischer Adeliger und Hofkämmerer († 1616)
- 29. Dezember: Henri I. de Bourbon, Fürst von Condé, französischer Feldherr († 1588)

### Genaues Geburtsdatum unbekannt
- Hans von Aachen, deutscher Maler († 1615)
- Šimon Lomnický z Budče, tschechischer Schriftsteller († 1622)
- Caspar Huxer, deutscher Münzmeister († 1628)

### Geboren um 1552
- Richard Hakluyt, englischer Geograph und Schriftsteller († 1616)

## Gestorben

### Erstes Halbjahr
- 03. Januar: Heinrich von der Pfalz, Fürstbischof von Worms, von Utrecht und von Freising (* 1487)
- 08. Januar: Eustorg de Beaulieu, französischer Autor, Geistlicher, Organist und Komponist (* um 1495)
- 13. Januar: Jakob Gresel, Professor an der Universität Köln und Kanonikus zu Rees/Rhein (* 1483)
- 22. Januar: Edward Seymour, 1. Duke of Somerset, englischer Staatsmann (* um 1500)
- 06. Februar: Heinrich V., Herzog von Mecklenburg-Schwerin (* 1479)
- 06. Februar: Friedrich Nausea, katholischer Bischof der Diözese Wien (* um 1496)
- 11. Februar: Eske Bille, dänischer Reichshofmeister (* um 1480)
- 20. Februar: Anne Parr, Countess of Pembroke, englische Hofdame (* 1515)
- 26. Februar: Heinrich Faber, deutscher Pädagoge und Musiktheoretiker, (* um 1490)
- 27. Februar: Martin Schalling der Ältere, deutscher reformierter Theologe und Reformator
- 08. März: Wolfgang zu Stolberg, deutscher Politiker (* 1501)
- 28. März: Angad Dev, Gründer-Guru des Sikhismus (* 1504)
- 03. April: Benedikt Pauli, deutscher Rechtswissenschaftler (* 1490)
- 14. April: Laurentius Andreae, schwedischer Theologe, Staatsmann und Reformator (* um 1470)
- 18. April: John Leland, englischer Geistlicher und Bibliothekar (* 1506)
- 19. April: Olaus Petri, schwedischer Theologe und Reformator (* 1493)
- 21. April: Petrus Apianus, deutscher Astronom und Geograf (* 1495)
- 09. Mai: Marcantonio Michiel, venezianischer Adeliger und Kunstsammler (* 1484)
- 26. Mai: Sebastian Münster, Kosmograph und Hebraist (* 1488)

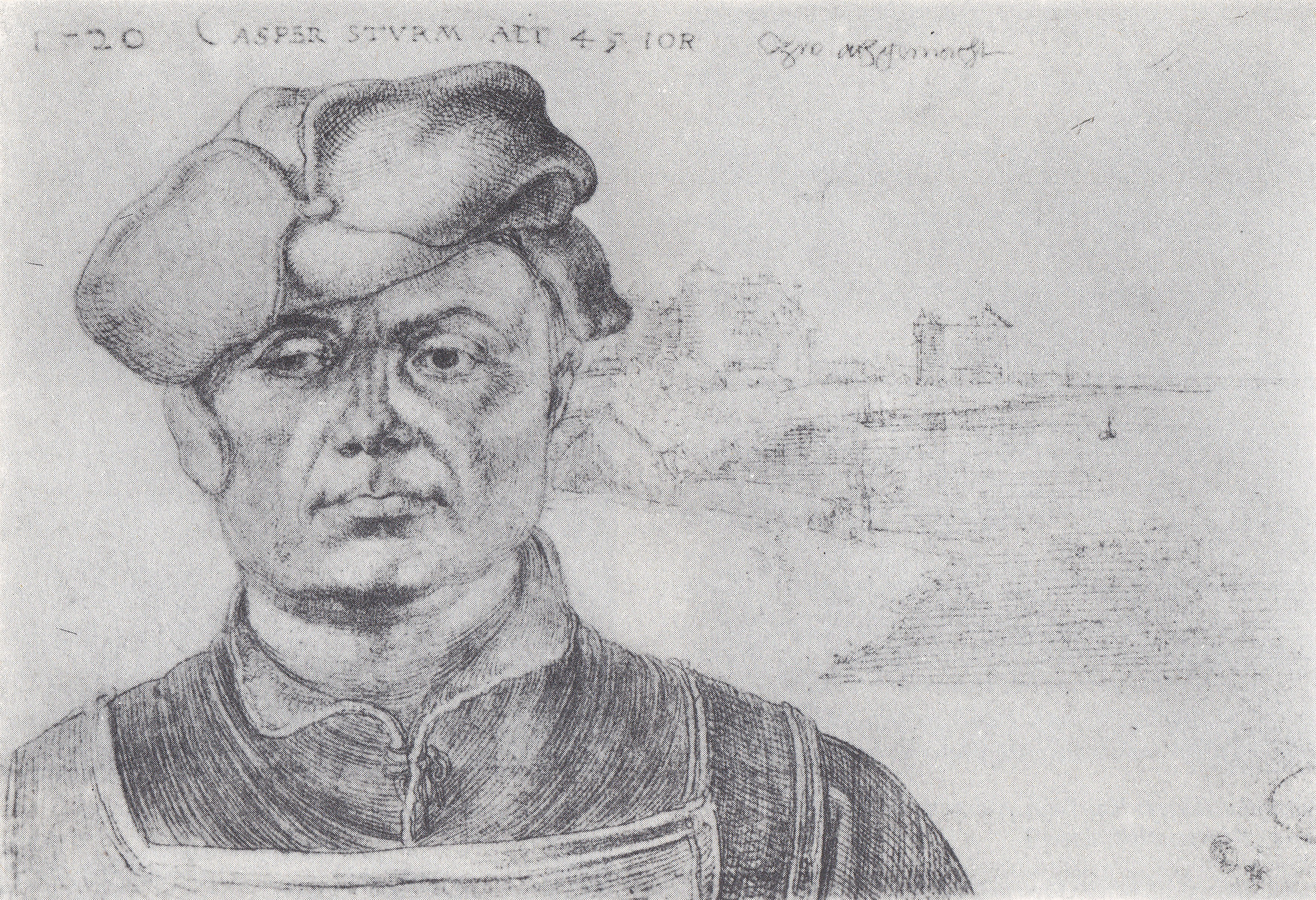
CASPER STVRM ALT 45 IOR
Silberstiftzeichnung von Albrecht Dürer, 1520

- 04. Juni: Kaspar Sturm, kaiserlicher Reichsherold (* 1475)
- 23. Juni: Johannes Obernburger, leitender Kanzleisekretär von Kaiser Karl V. (* um 1486)

### Zweites Halbjahr
- 21. Juli: Antonio de Mendoza, spanischer Kolonialbeamter, Vizekönig von Neuspanien und Peru (* um 1490)
- 26. Juli: Johannes Gast, Schweizer evangelischer Geistlicher (* um 1500)
- 27. Juli: Hieronymus von Efferen, Herr der Burg Stolberg/Rheinland
- 15. August: Hermann V. von Wied, Erzbischof von Köln (* 1477)
- 01. September: Ștefan Rareș, Woiwode des Fürstentums Moldau (* 1531)
- 23. September: Barbara von Brandenburg-Ansbach-Kulmbach, Landgräfin von Leuchtenberg (* 1495)
- 14. Oktober: Oswald Myconius, schweizerischer Reformator (* 1488)
- 17. Oktober: Kaspar Hedio, deutscher Historiker, reformierter Theologe und Reformator (* 1494)
- 17. Oktober: Andreas Osiander, deutscher Theologe und Reformator (* 1496 oder 1498)
- 02. November: Claude d’Annebault, Marschall und Admiral von Frankreich (* um 1495)
- 08. November: Johannes Kymaeus, deutscher reformierter Theologe und Reformator (* 1498)
- 10. November: Günther XL., Graf von Schwarzburg (* 1499)
- 03. Dezember: Francisco de Xavier y Jassu, Pionier christlicher Mission in Asien (* 1506)
- 11. Dezember: Paolo Giovio, italienischer Geschichtsschreiber, katholischer Bischof und Arzt (* 1483)
- 14. Dezember: Georg von Limburg-Styrum, Graf von Limburg und Herr zu Styrum (* um 1500)

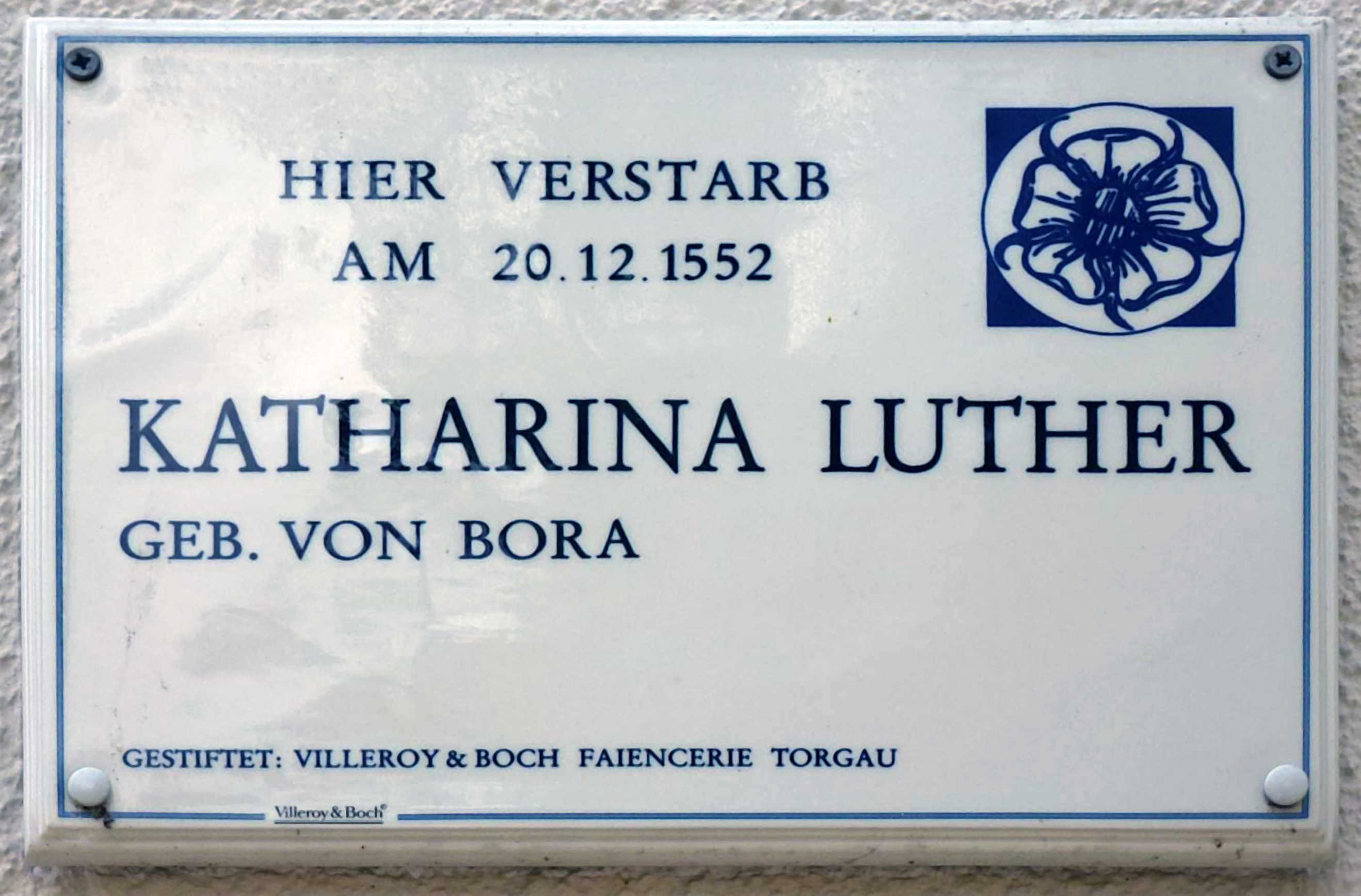
Tafel an Katharina Luthers Sterbehaus in Torgau

- 20. Dezember: Katharina von Bora, deutsche Reformatorin und Ehefrau Martin Luthers (* 1499)
- 20. Dezember: Charles de Chabannes, französischer Adliger und Militär (* um 1518)
- 30. Dezember: Francisco de Enzinas, spanischer Humanist und Protestant (* 1518)

### Genaues Todesdatum unbekannt
- Antoinette d’Amboise, französische Adlige (* 1495)
- Amico Aspertini, italienischer Renaissancemaler und -bildhauer (* um 1474/1475)
- Georg Brun, Schweizer Lehrer und Bühnenautor (* um 1500)
- Andreas Fabricius, Schweizer evangelischer Geistlicher und Reformator (* um 1480)
- Jodocus Kilchmeyer; Schweizer evangelischer Geistlicher und Reformator (* um 1490)
- Niccolò Soggi, italienischer Maler (* um 1480)